# Искусство американского Юго-Запада

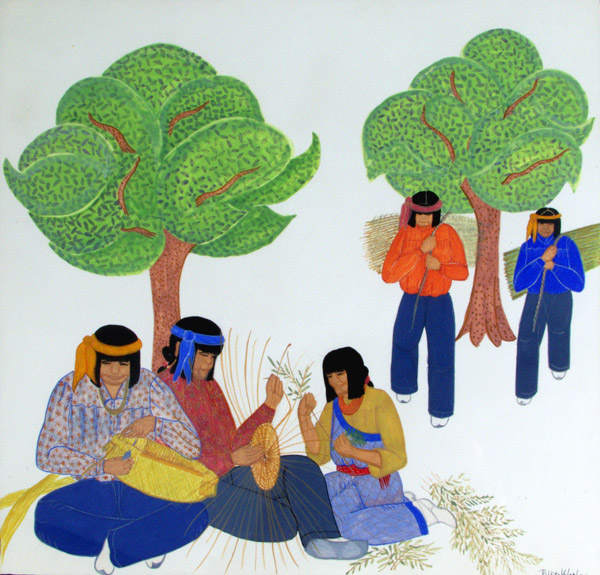
Плетение корзин, около 1940 года, Паблита Веларде

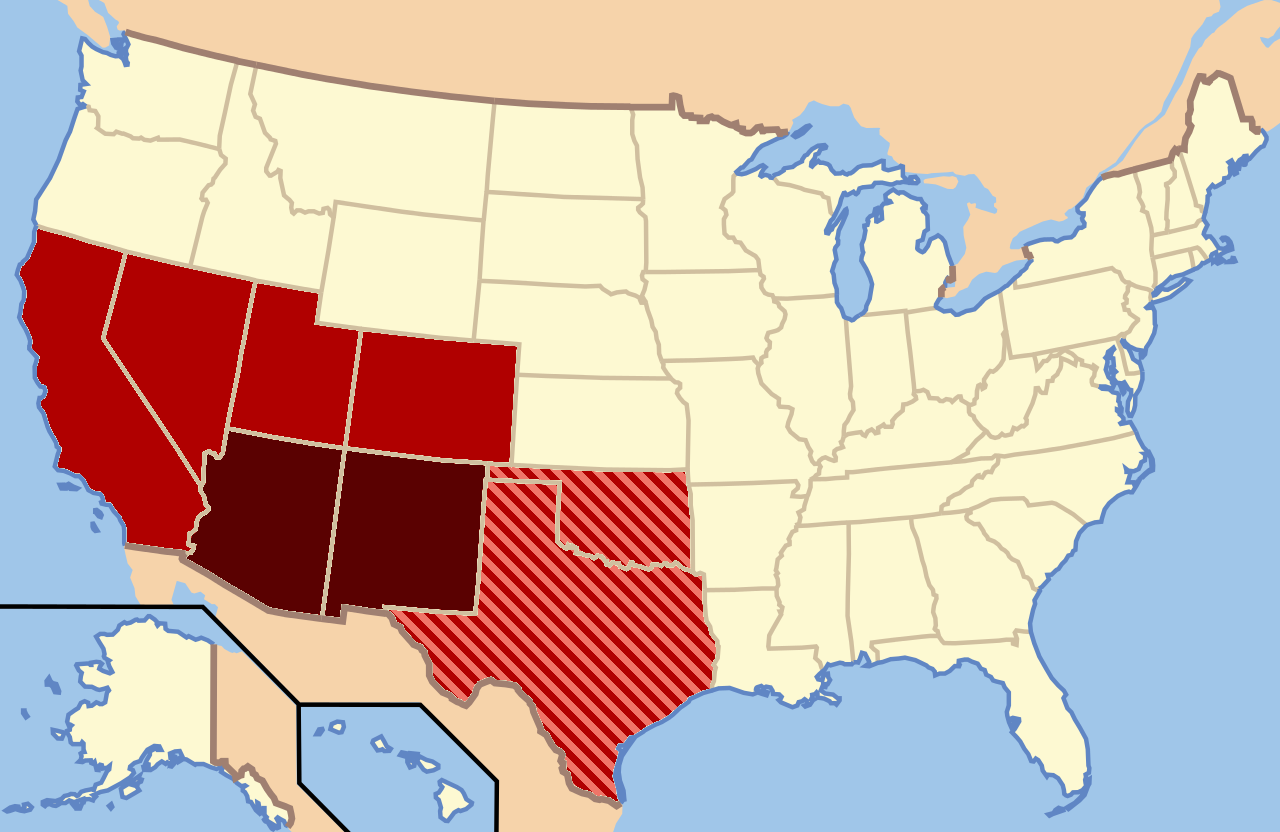
Штаты американского Юго-Запада. Бордовый (Нью-Мексико и Аризона): всегда относятся к юго-западным. Красный (Калифорния, Невада, Юта, Колорадо): иногда относятся к юго-западным и всегда к западным.
Полосатый (Оклахома, Техас): иногда относятся к юго-западным и не считаются западными

Искусство американского Юго-запада — изобразительное искусство юго-западных районов США. Этот регион охватывает штаты Аризона, Нью-Мексико, части Калифорнии, Колорадо, Невады, Техаса и Юты. Этот район известен под названием Четыре угла (штаты Юта, Колорадо, Аризона и Нью-Мекскико). К видам искусства, развивающимся в этих районах относятся архитектура, керамика, живопись, кино, фотография, скульптура, гравюра и др. начиная с древних времен до современного искусства.

## Исторические влияния

### Древние люди Пуэбло
Люди культуры анасази (до 1400 г. н. э.), являются предками современных племён пуэбло. Их культура сформировалась на Юго-Западе Северной Америки после того, как около 4000 лет назад из Мезоамерики сюда было завезено возделывание кукурузы. Жители этого региона перешли на аграрный образ жизни и жили в оседлых поселениях, напоминающих города.
Ранняя керамика часто включала гофрированную серую керамику и декорированную черную по белому керамику. Гофрированная керамика изготавливалась из глиняных жгутов, скрученных в нужную форму. Затем глина сжималась, что создавало гофрированную форму. Белое по черному развивалось как декоративная керамика и часто использовалось в качестве товара для еды. Сикьятки, бывшая деревня хопи в Аризоне, населенная с XIV по XVI века, является источником полихромной керамики. Около 300 г. н. э. в Аризоне развилась культура хохокам. Они являются предками племен папаго (тохоно о'одхам) и пима (акимел о'одхам). Мимбрес (мимбреньо), подгруппа культуры могольон, особенно примечательна повествовательными росписями на своей керамике.

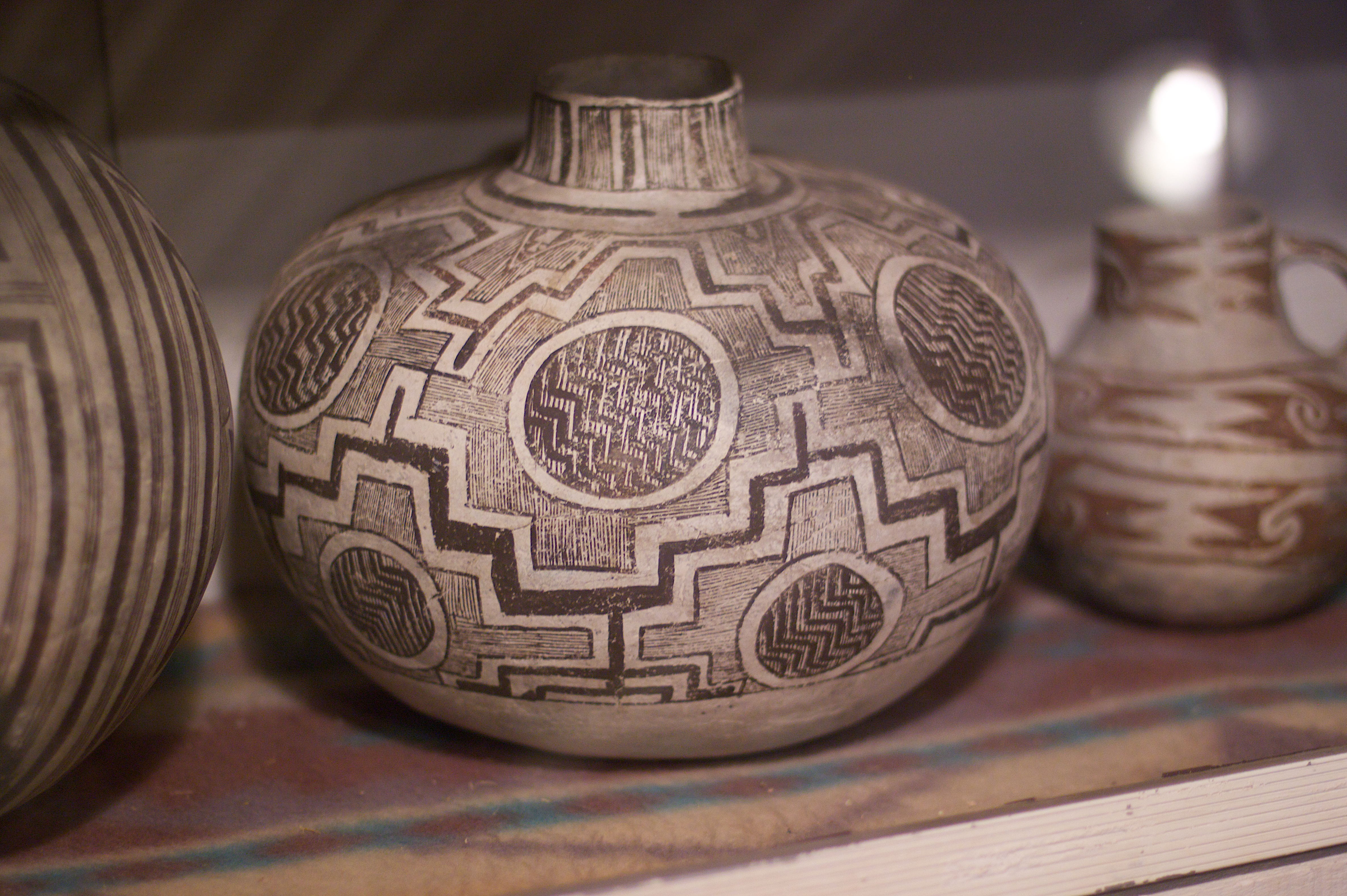
Чаша «олла» пуэбло. Белая керамика Сибола, Северо-восточная Аризона
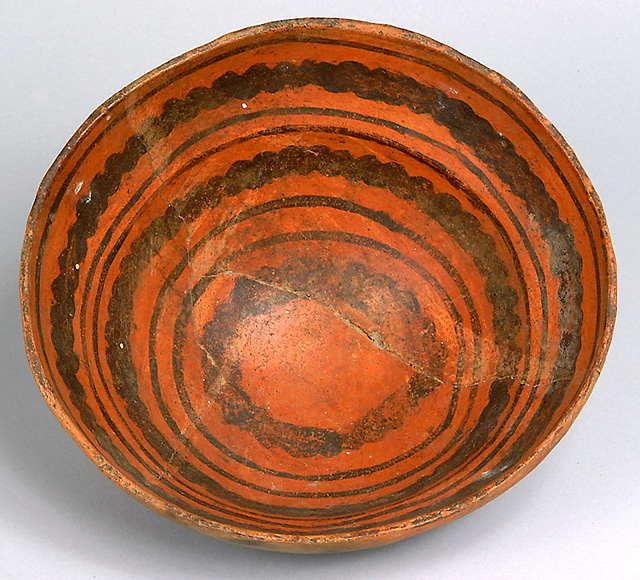
Чаша культуры анасази, ок. 900—1100 г. Национальный исторический парк Чако
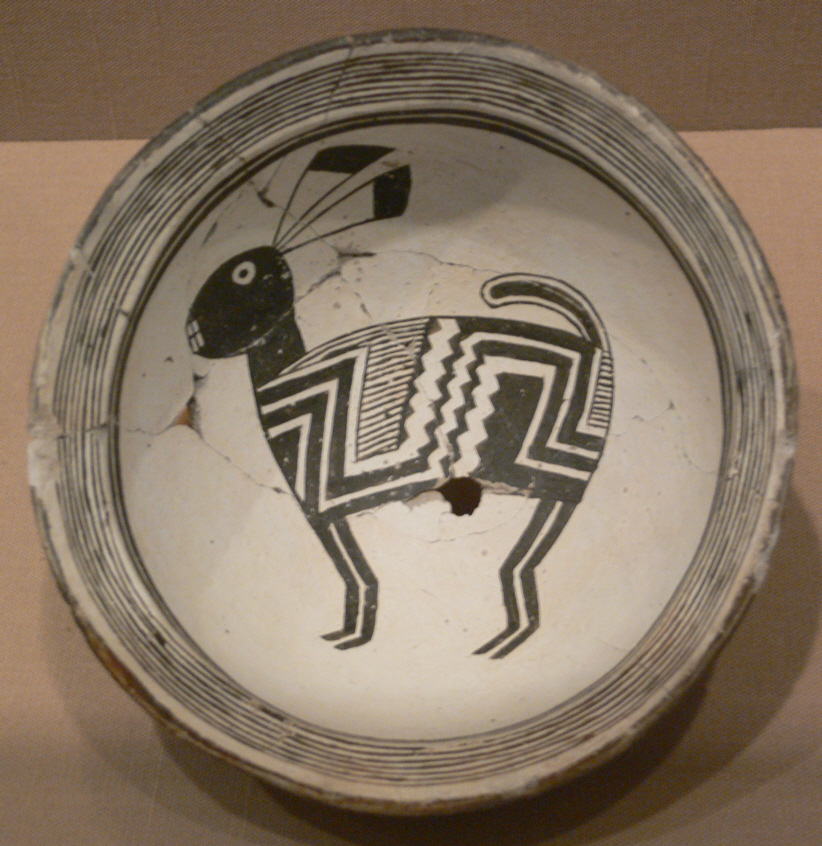
Чаша культуры могольон с изображением кролика, ок. 1000—1150 г.

Бирюза, гагат и колючие устрицы — традиционно используемые материалы предков Пуэбло для изготовления ювелирных изделий. Ими они делали сложные инкрустации изделий. Эти изделия делали Анасази, в Чако-Каньоне и окрестностях.

### Коренные народы Америки
В течение последнего тысячелетия Атабаскские народы эмигрировали на Юго-запад из Северной Канады. К ним относятся народ навахо и апачи. Навахо научились плести на вертикальных станках ткани и изготовлять одеяла, которые охотно покупали в Большом бассейне в XVIII и XIX веках. После пуска в эксплуатацию железной дороги в 1880-е годы в район стали завозить импортные одеяла и ткачей Навахо перешли на производство ковриков.
Племена пуэбло, навахо и апачи изготовляли амулеты из бирюзы. Бирюза использовалась в мозаике для инкрустации, в скульптурных работах, для производства бус и подвесок.

### Колониальный период
В колониальный период на Юго-западе местные мастера занимались деревообработкой, ткачеством, производством мебели и предметов интерьера.

## Плетение
Коренные американцы, в том числе американского юго-запада, традиционно делают свои корзиночки из материалов местного производства.

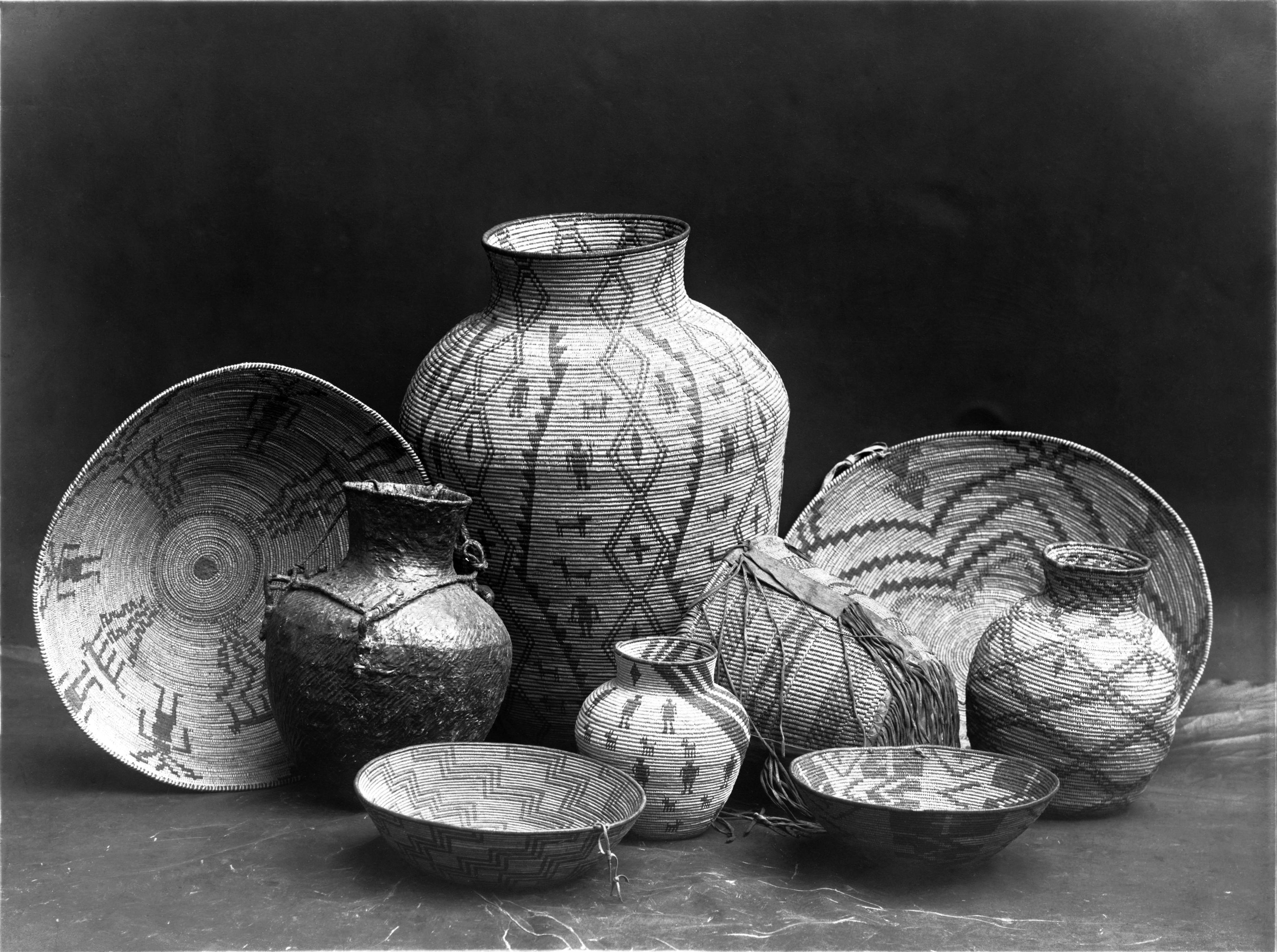
Плетёная посуда и оллы апачей. фото Эдварда Кёртиса
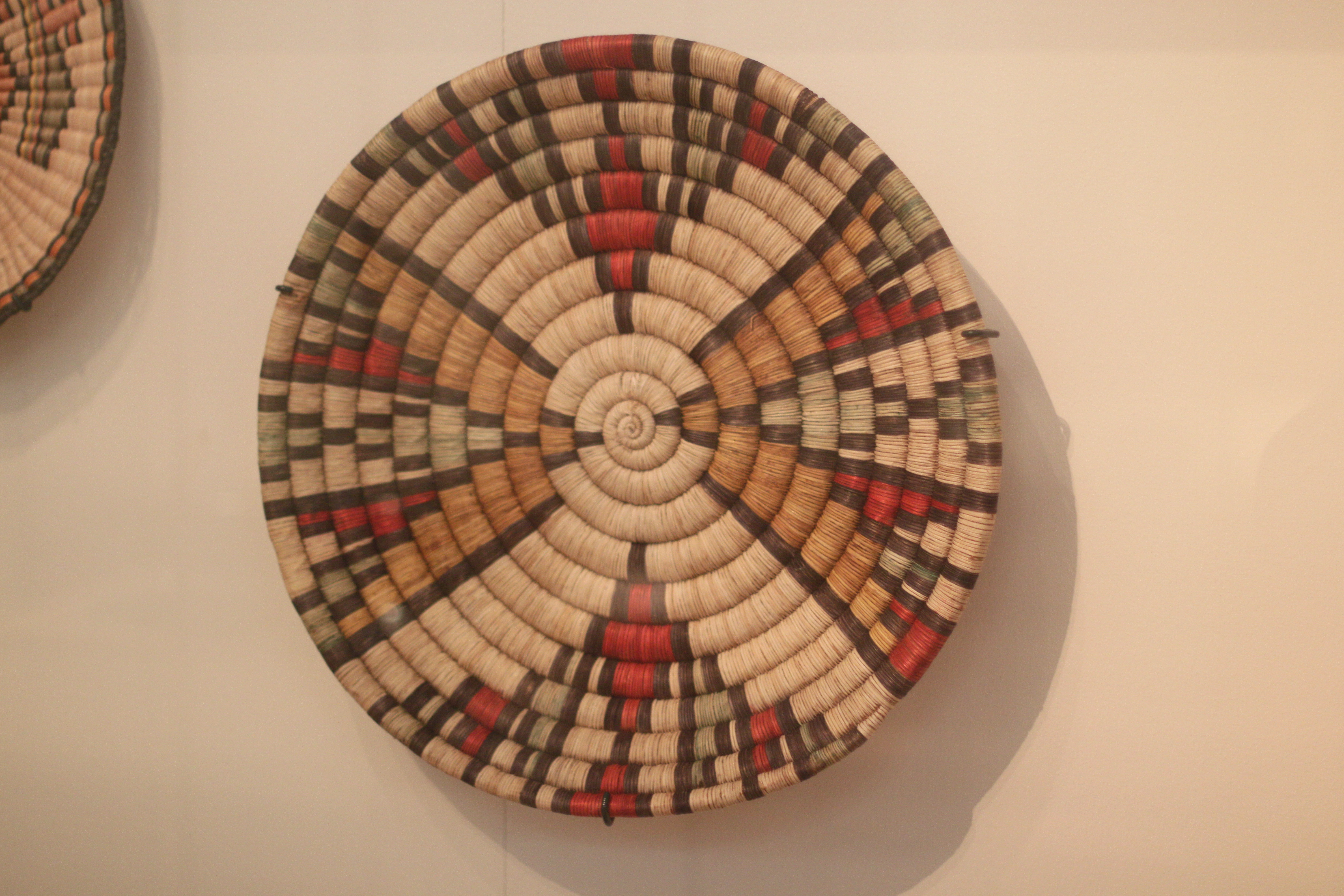
Плоская корзина хопи, ок. 1901 г. Этнологический музей (Берлин)
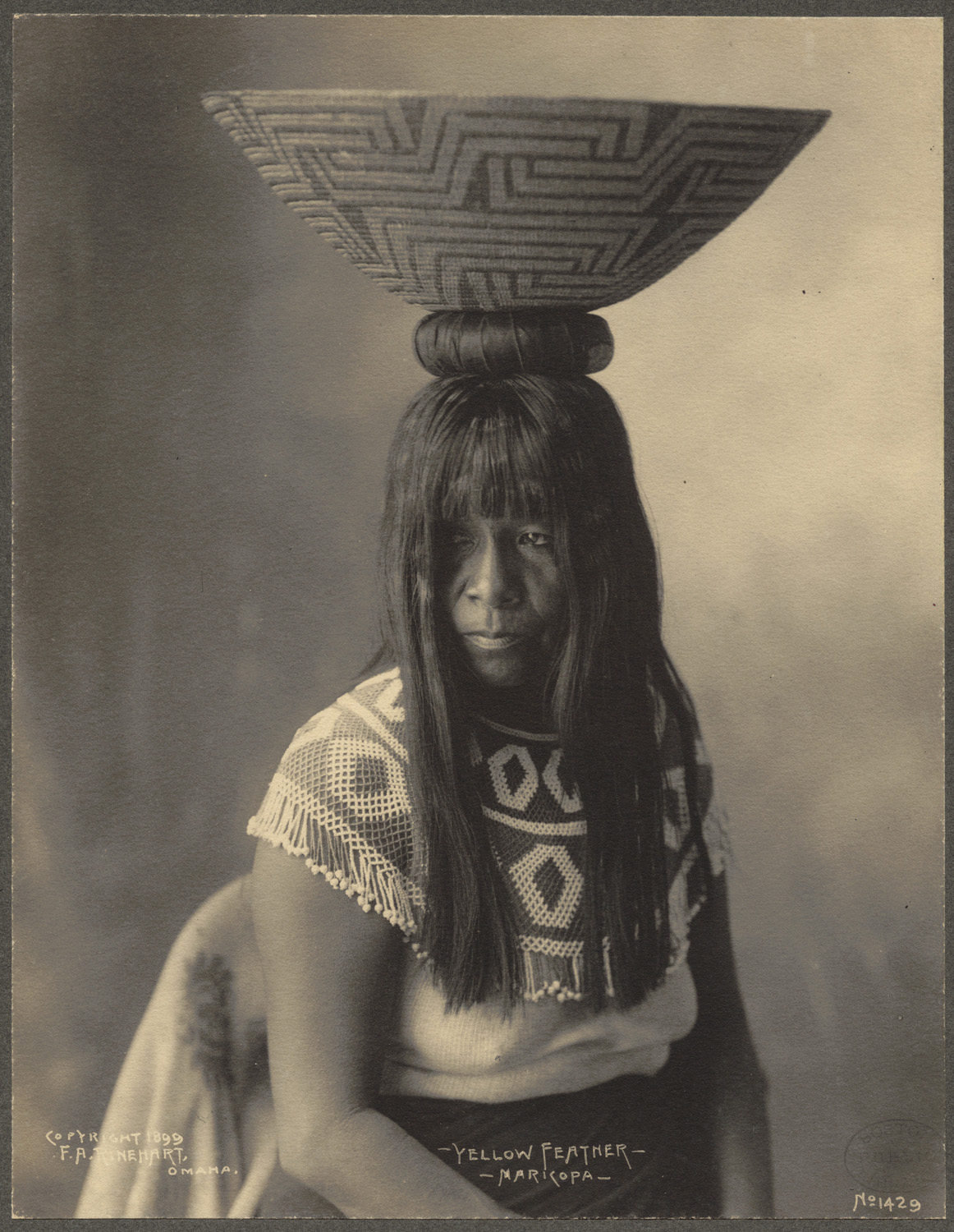
Жёлтое Перо (марикопа), ок. 1898 г. Фото Фрэнка Райнхарта[англ.]
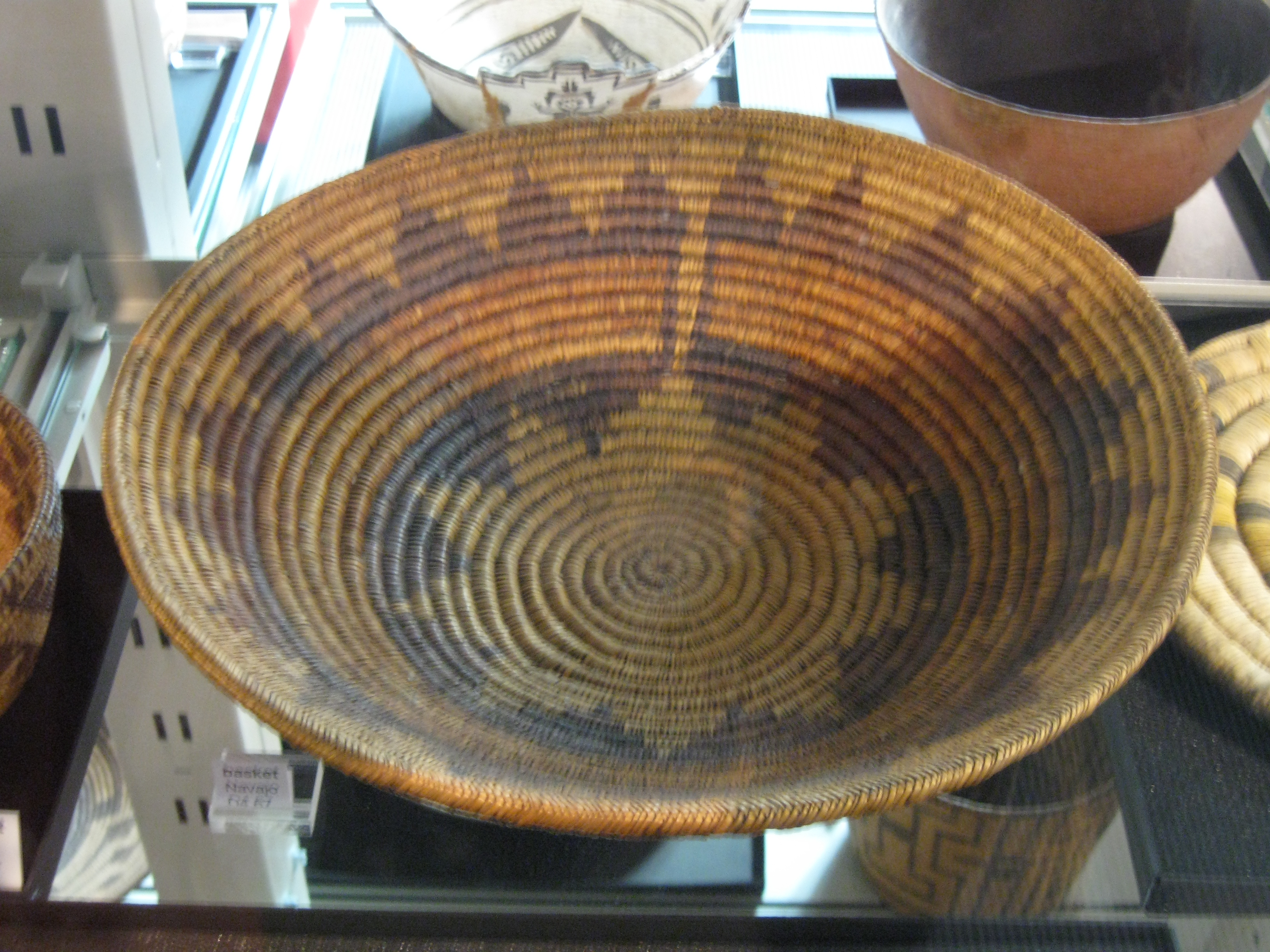
Корзина навахо. Музей антропологии (Ванкувер)[англ.], Канада
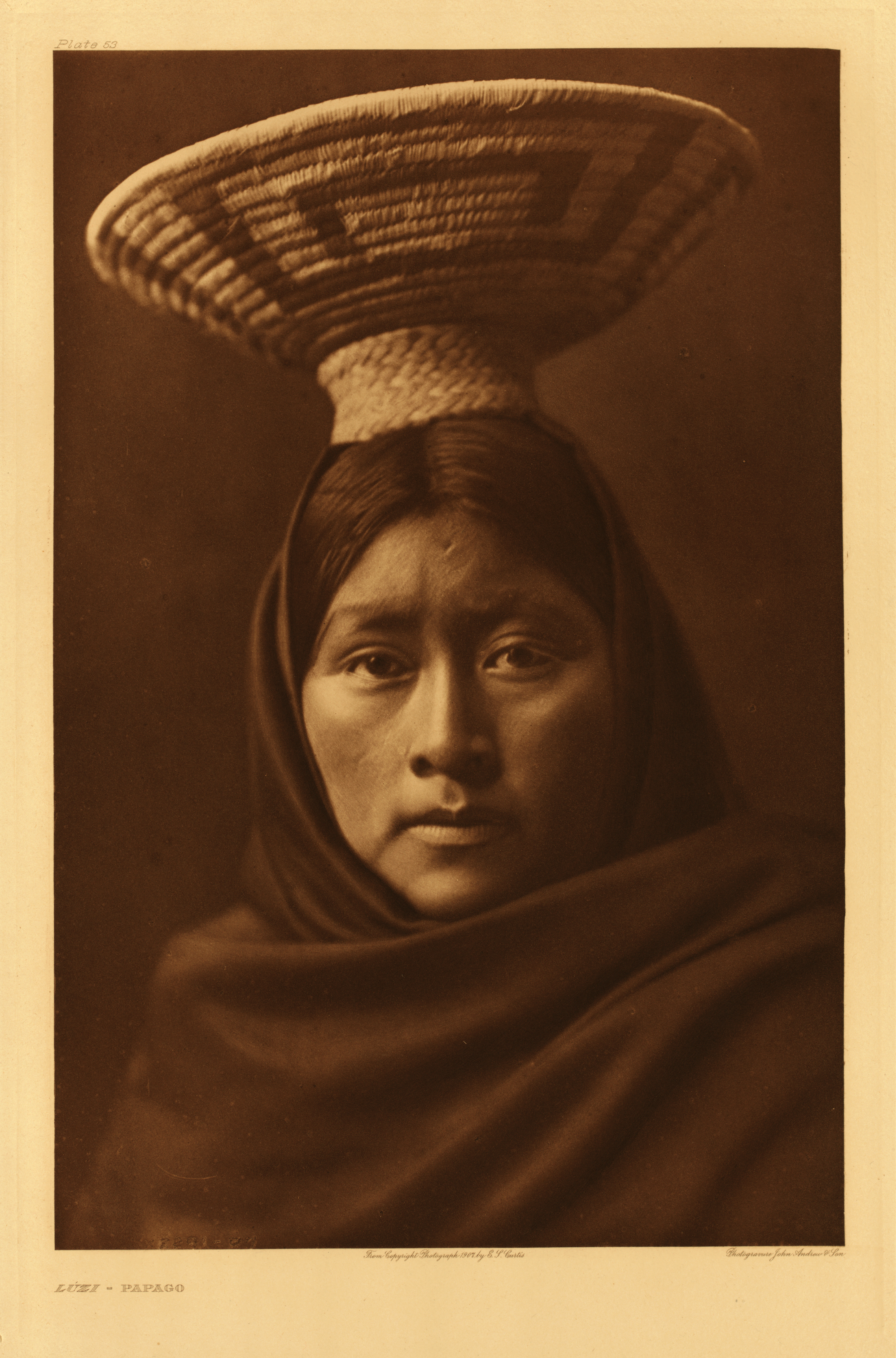
Папаго Tohono O’odham по имени Лузи со скрученной корзиной для груза, с поддерживающим кольцом из юкки.  с корзиной на опорном кольце из . Фото Эдварда Кёртиса
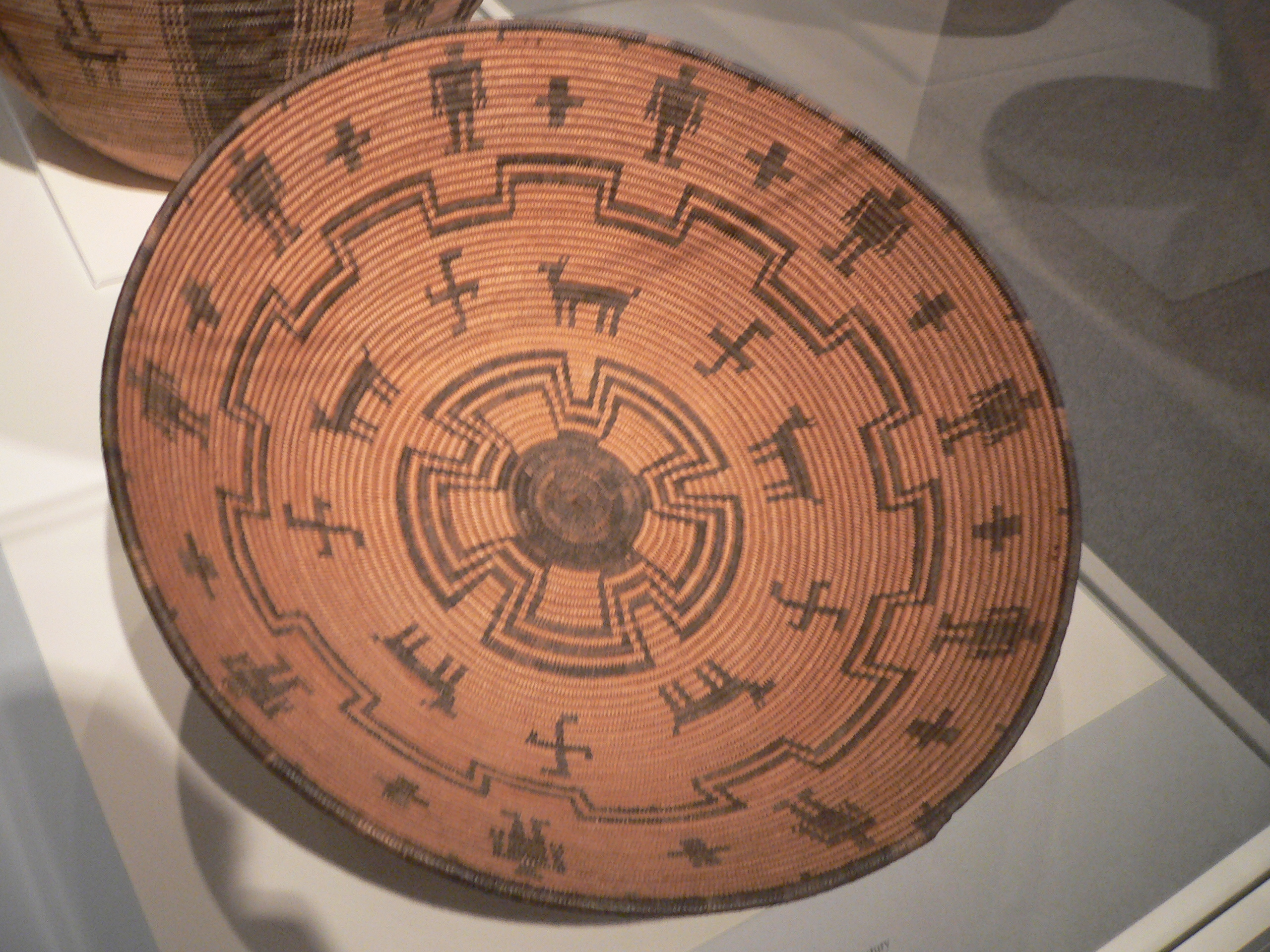
Плоская витая корзина из ивы явапаев. Стэнфордский университет

## Керамика

### Акома керамика
Керамика племени Акома украшалась геометрическими узорами. Керамика производилась из местной глины. Керамика делалась в черно-белых тонах или многоцветной. Узоры выдавливались ногтем или инструментом. Известны гончарные мастера 1950-х годов. Это Мари З. Чино, Людмила М. Льюис, Вера Чино Эли, дочери Мари Чино, Поттер Акома.

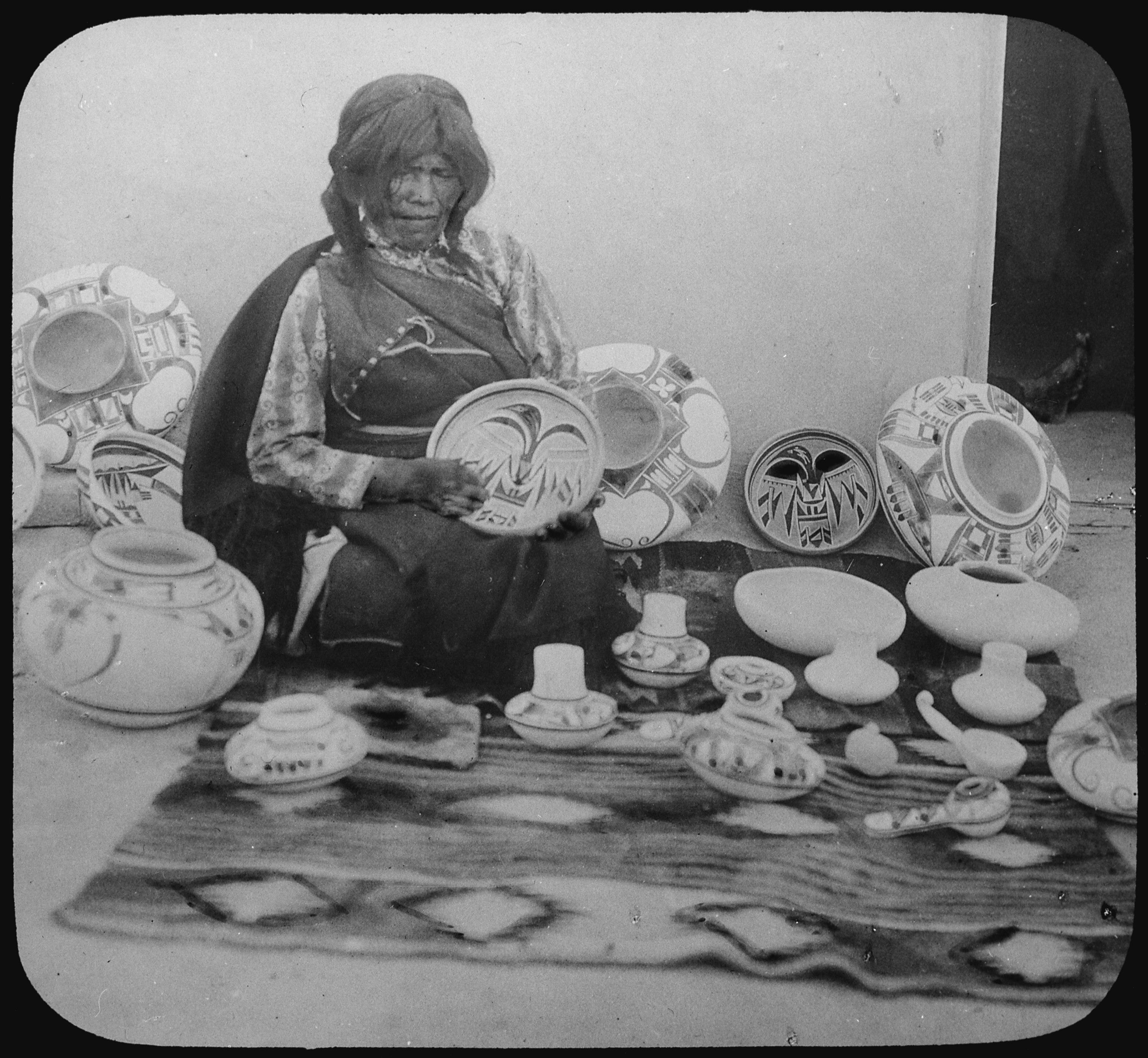
Керамика хопи — тева. Изделия Айрис Nampeyo, 1900 г.
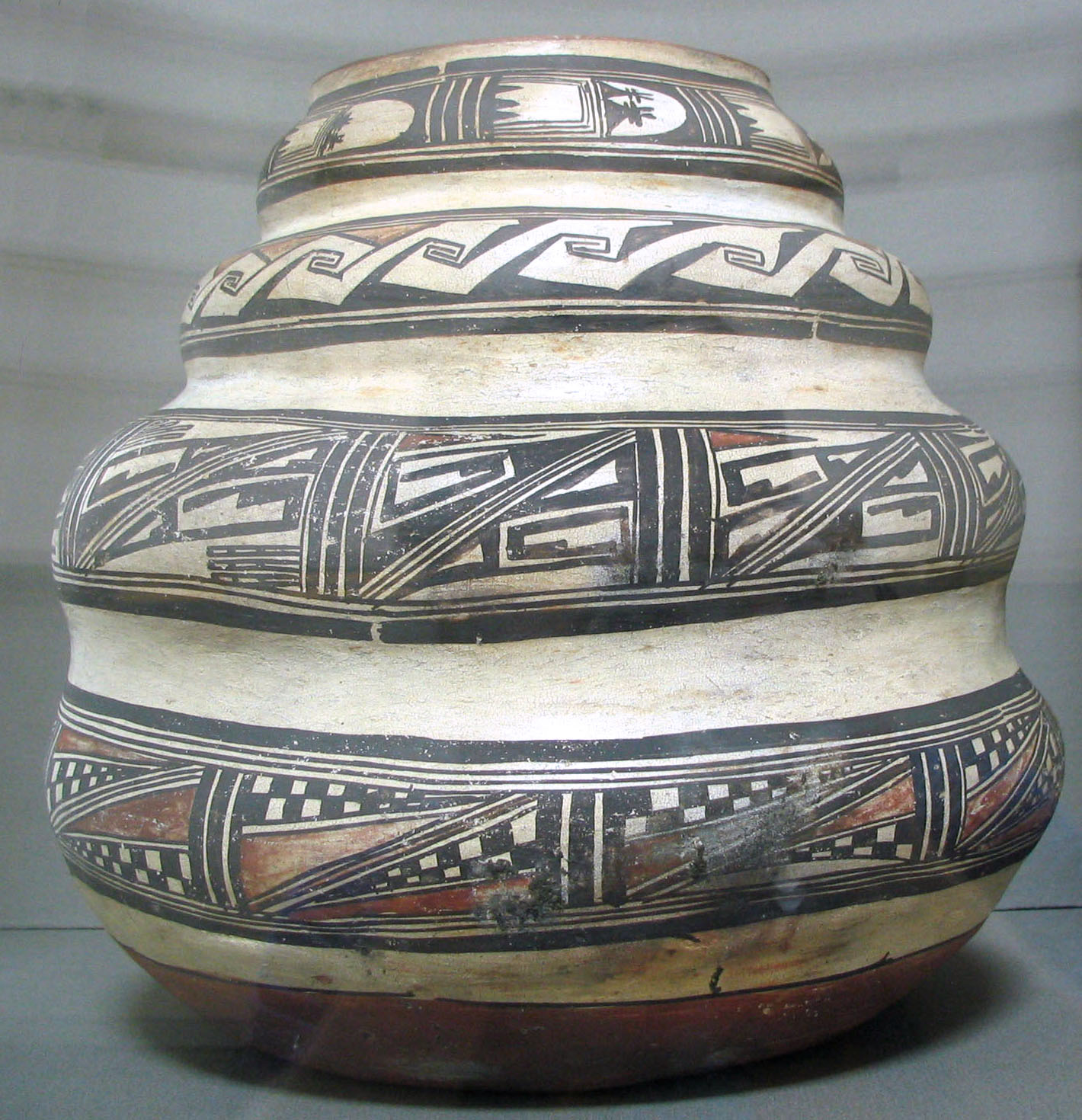
Кувшин хопи, ок. 1880 г.

### Санта Клара керамика
Керамика Санта Клара отличается своими красными полихромными тонами и образцами блестящей черной керамики.

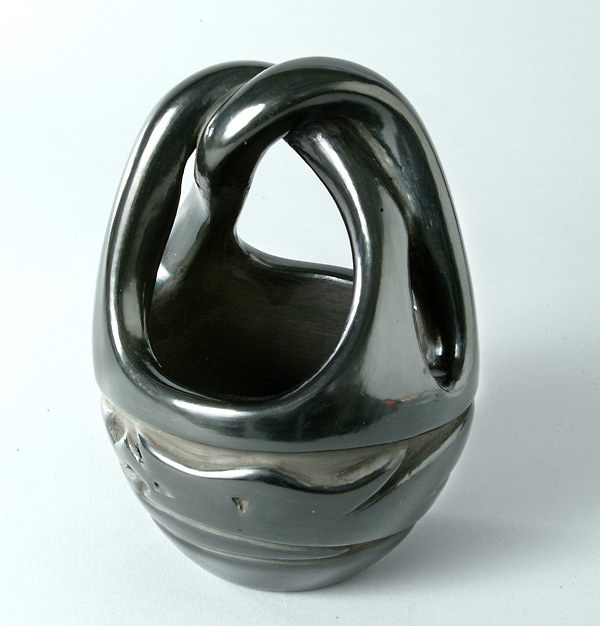
Двуручный сосуд. Изделие Флоренс Браунинг.

### Зуни керамика
Керамика Зуни производилась из местной глины. Она окрашивалась натуральными красителями, с помощью традиционной Юкка кисти. Керамика являлась источником дохода для многих людей племени Зуни. Ремесленник был единственным, кто поддерживал местные семьи финансами.

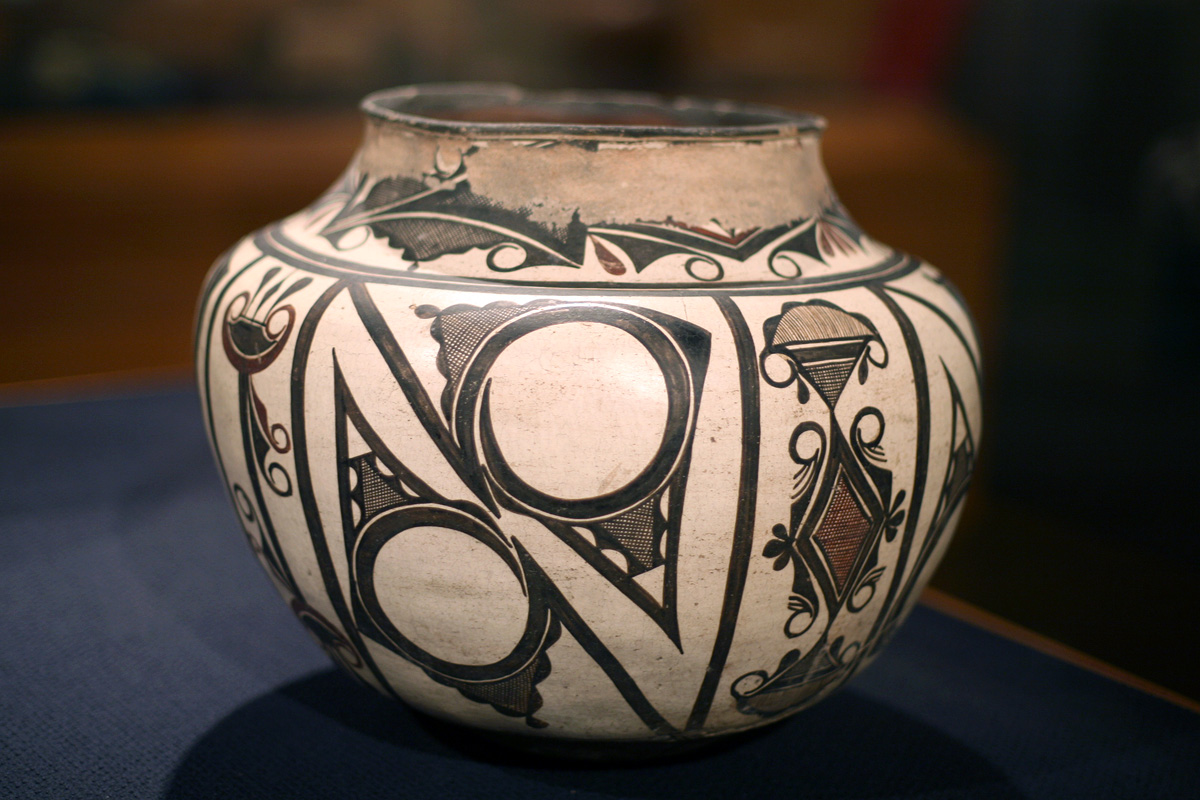
Олла, сосуд зуни конца 19, начала 20 века, 12,5", Бруклинский музей.
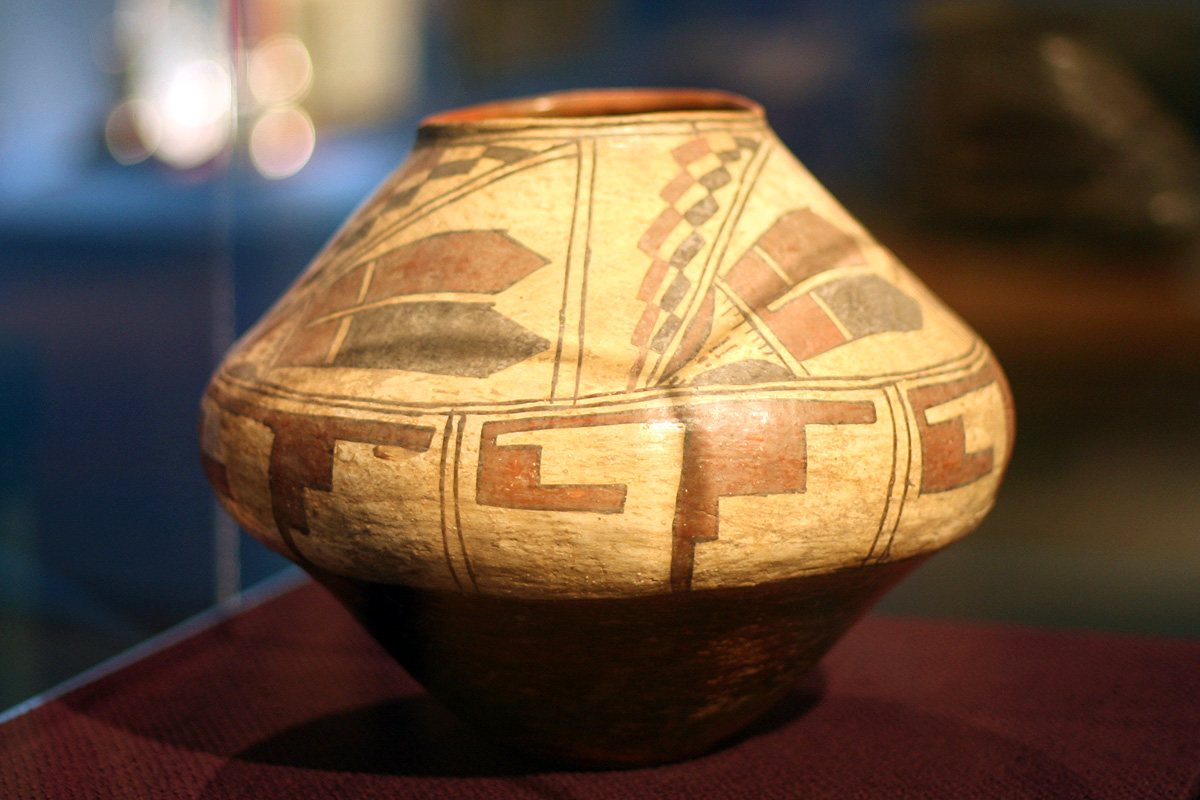
Полихромный сосуд для воды, 1700—1750, 11 1/4 х 13 1/4 х 13 1/4 дюйма. Бруклинский Музей.

## Текстиль

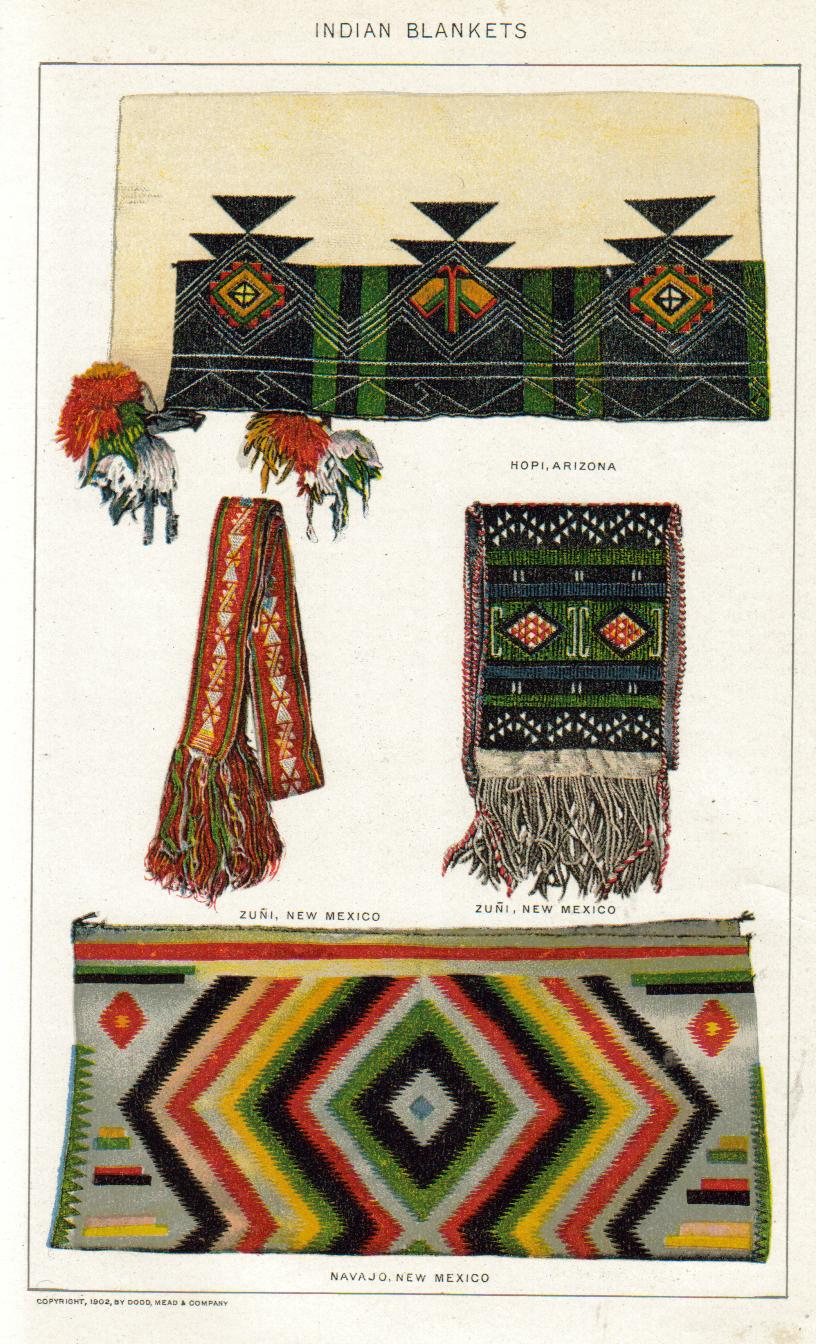
Иллюстрация вышивки Хопи, плетённый пояс Зуньи и плетённое одеяло Навахо

### Ткачество Навахо
Текстиль Навахо ручной работы — одеяла и ковры, высоко ценится в США уже более 150 лет и важным элементом экономики Навахо. Текстиль Навахо изначально включал в себя накидки, платья, седла, одеяла и др. К концу 19-го века, ткачи начали производить ковры для экспорта. Типичные Навахо текстильные изделия украшены геометрическими узорами. Они представляют собой плоские гобеленовые-тканые материалы, похожие на килимы из Восточной Европы и Западной Азии.

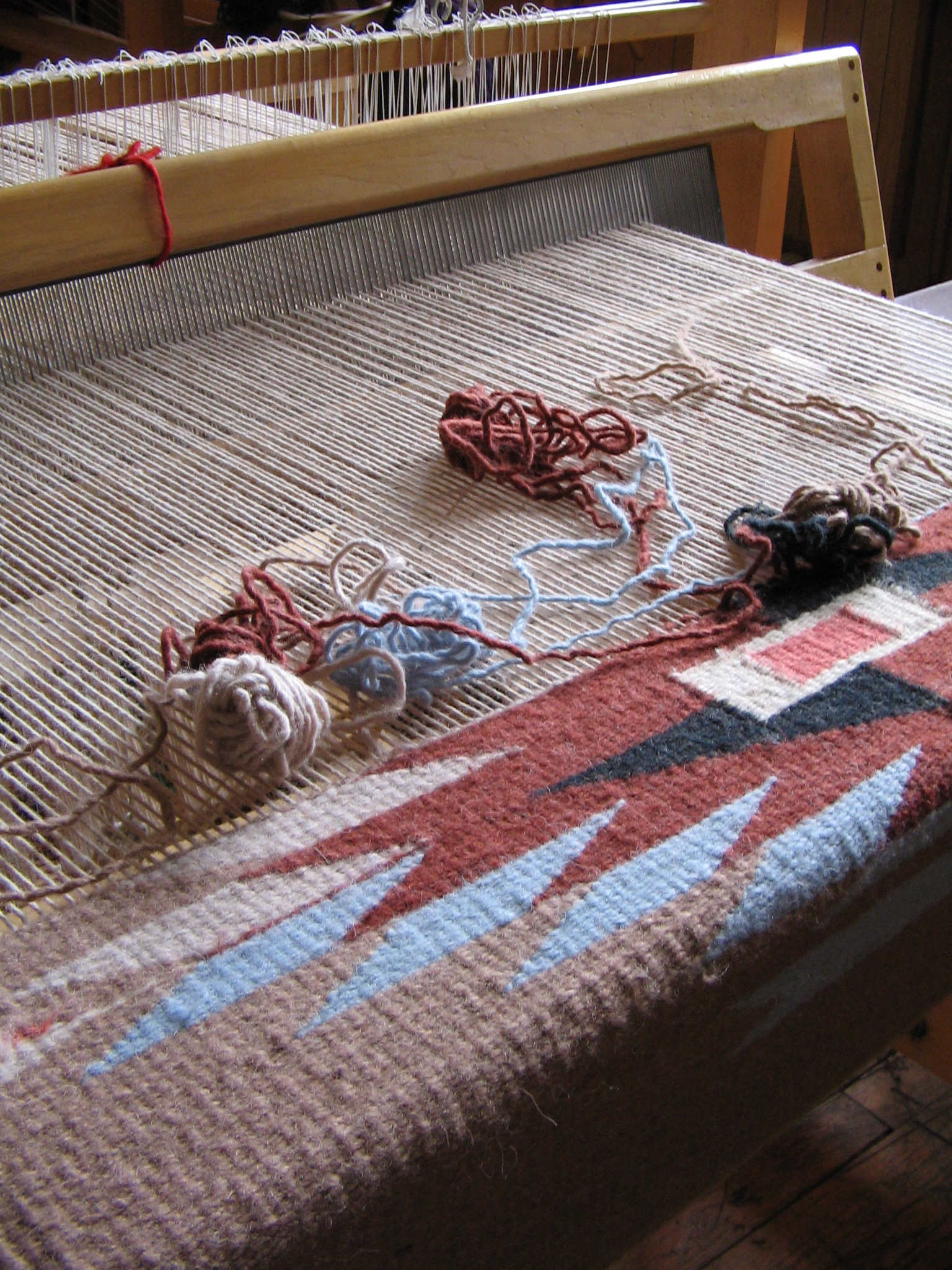
Ткацкий станок коренных американцев, Санта-Фе, Нью-Мексико. В процессе работы
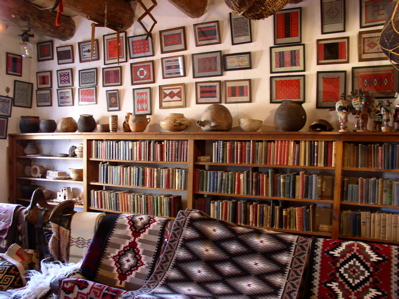
Одеяла навахо. Торговый пост Хаббелла, Национальный исторический памятник Ганадо, Аризона
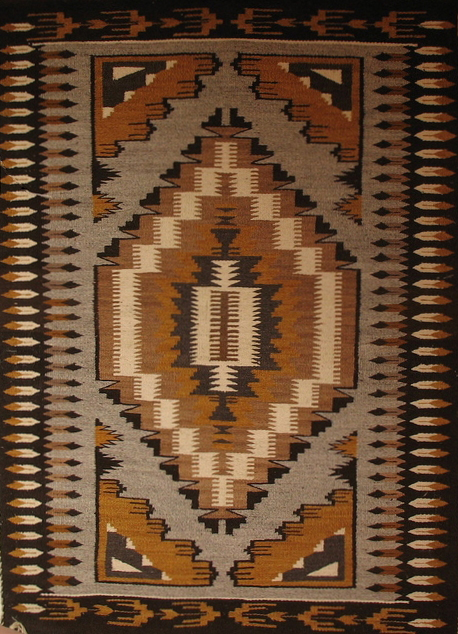
Ковёр навахо

### Плетение хопи

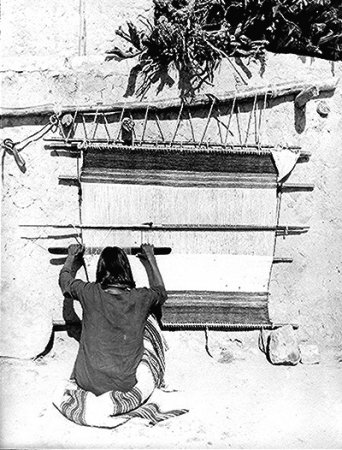
Ткущий мужчина хопи, держащий в руках инструмент sley. Фото Джона Хиллерса, 1879 г.

## Фигуры
Испано—мексиканцы занимались изготовлением трехмерной вырезкой из дерева фигур религиозных деятелей, местных святых.

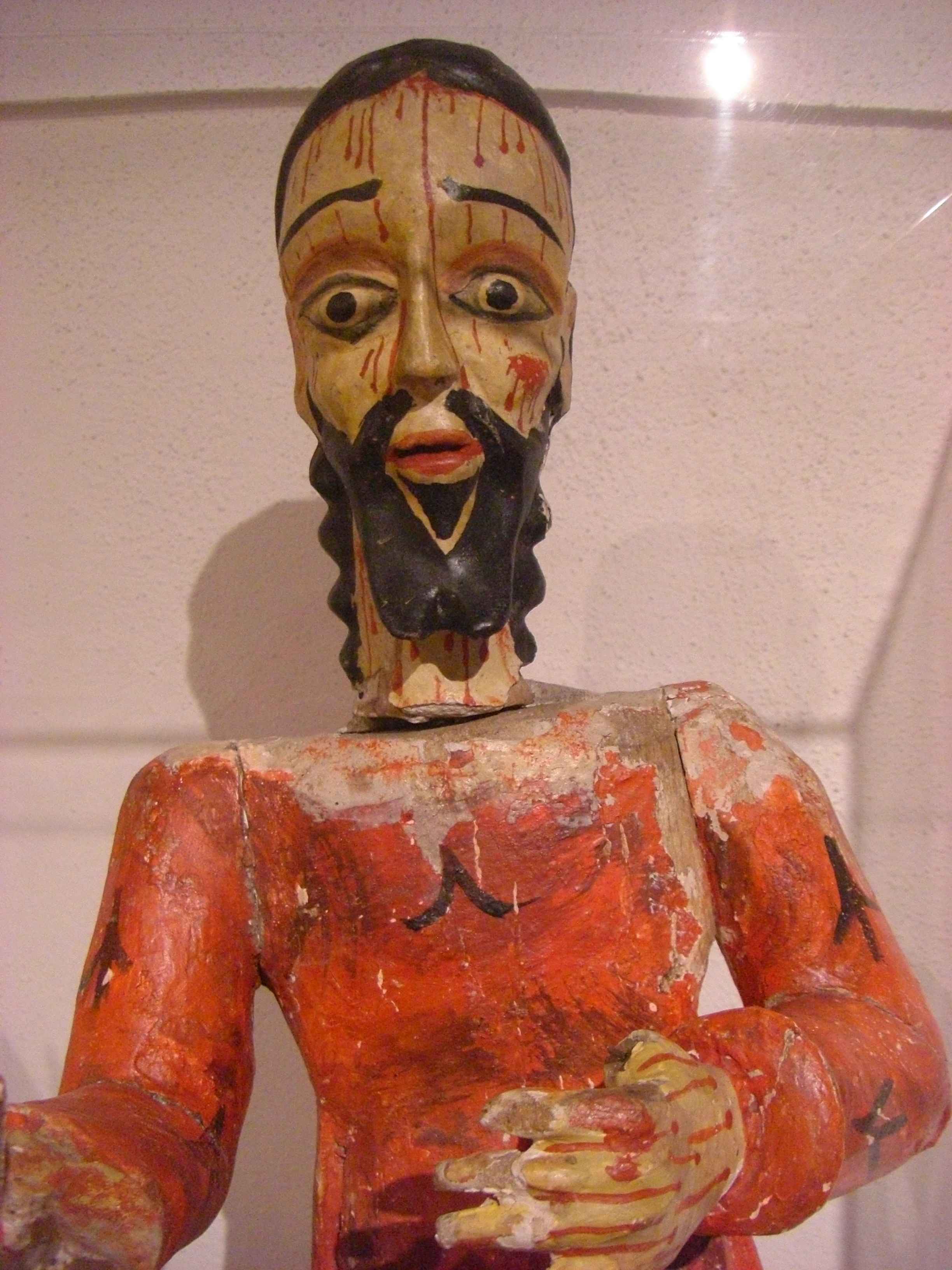
Испанская колониальная скульптура. Художественный музей Харвуда, Таос, Нью-Мексико.

### Культовые предметы
Американские индейцы использовали в религии предметы, олицетворяющие духовные силы. К этим предметам относились фигурки определенных животных и зверей — медведь, лев, волк и др. Фигурки обладали якобы защитными или исцеляющими способностями.

### Качина куклы
Качина религия была основой для современных Зуни и Хопи людей.
Куклы Зуни и Хопи символизировали представления людей о духовных существах. Как они полагали, существа живут в отдаленных северо-востоке штатах Аризона и дают дожди, способствуют успешной охоте, успешной борьбе с истощением пушных зверей на протяжении 19 и 20 веков, способствуют процветанию и благополучию.
Насчитывается более 400 различных кукол Качина в Хопи и Пуэбло культуре. Местный пантеон расписанных кукол Качина варьируется в каждом Пуэбло сообществе; могут быть Качина, символизирующие солнце, звезды, грозы, ветер, зерно, насекомые и многие другие.

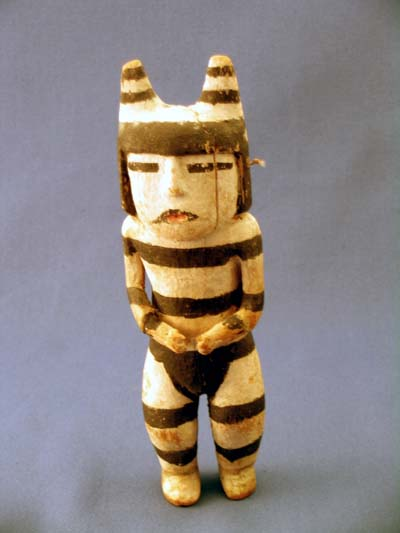
Кукла качина (фетиш) Кошара, ок. XIX в., частная коллекция
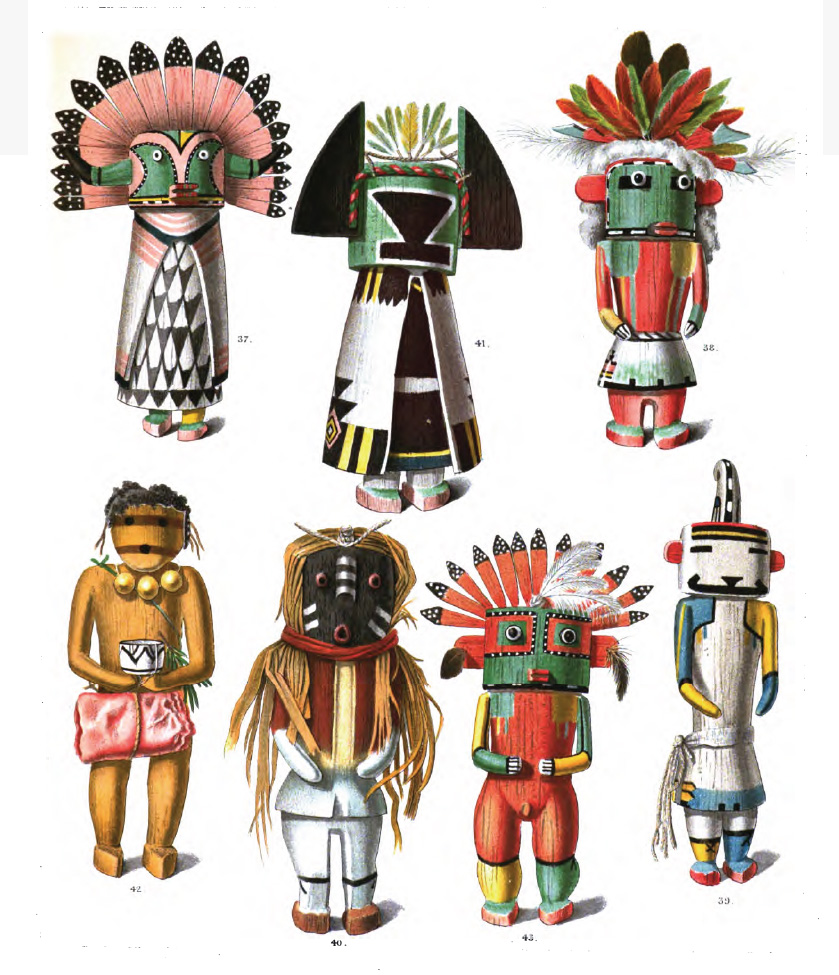
Рисунки кукол качина из книги по антропологии 1894 года

### Кокопелли
Кокопелли или горбатый флейтист представляет собой дух музыки американских индейцев. Божества иногда изображались с фаллосами. Кокопелли — одна из самых узнаваемых фигур, в петроглифах и пиктограммах на юго-западе. Самое раннее из известных петроглифов датируется ооло 1000 г. Он часто фигурирует в ритуалах, связанных с браком. Кокопелли прогоняет зиму и приносит тепло и дожди по весне своей игрой на флейте. Среди народов Хопи бытует поверье, что Кокопелли приносит нерожденных детей на спине и раздает их женщинам. Его образ использовался в наскальной живописи и керамике, качина куклы и многое другое.

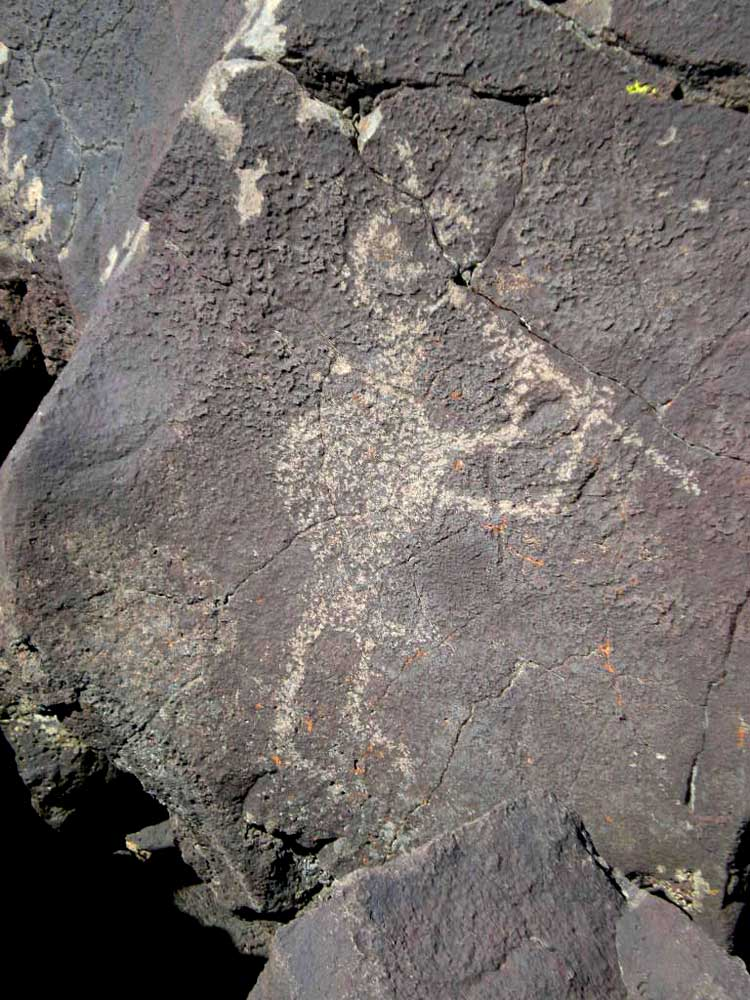
Кокопелли петроглиф, Нью-Мексико
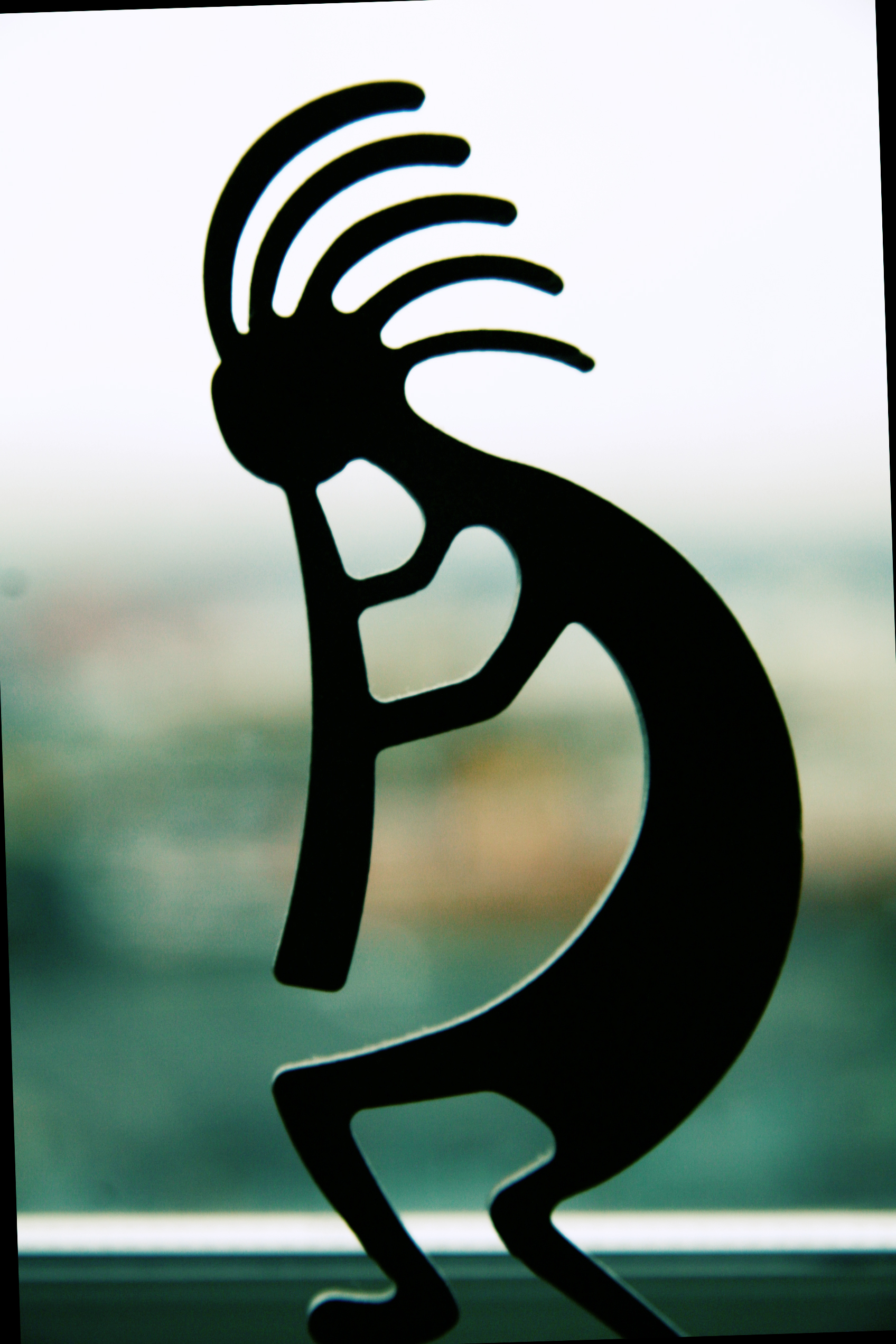
Кокопелли с флейтой
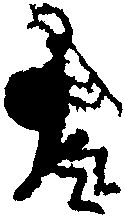
Фаллический Кокопелли
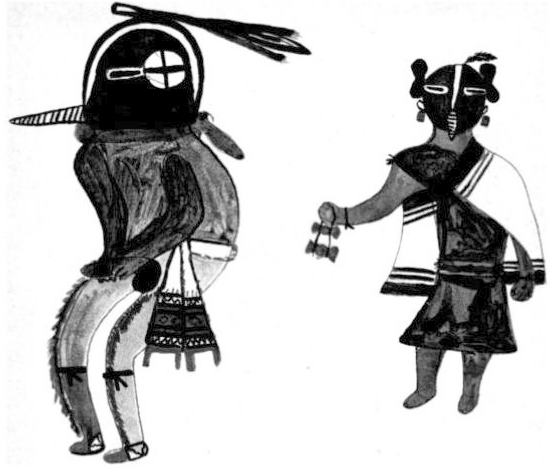
Кокопелли

### Куклы и игрушки

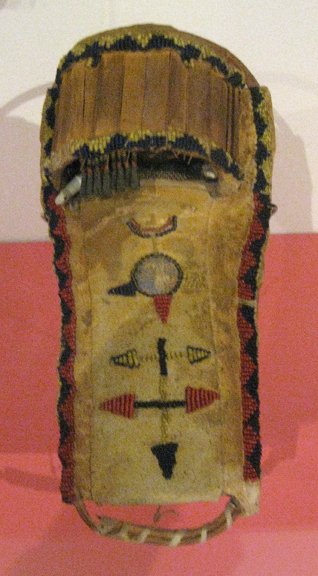
Белая Гора Апач, куклы в игрушки. Мескитовое дерево, ткань, бисер, олово, пряжа, Херд музей

Навахо куклы были сделаны людьми Навахо в виде женщин в платье, которое носили на востоке американские женщины в 1860-х годах. Бархат был заменен на сатин, кнопки были сделаны из никеля.

#### Сказочные куклы
Кукла Сказочница — глиняная фигура в окружении детей. Первую сказочную куклу сделала Елена Кордеро из Пуэбло в честь своего деда, потомственного сказочника.

## Ювелирные изделия
Для изготовления ювелирных изделий на юго-западе на протяжении веков использовали бирюзу, красных колючих устриц. Серебро начали использовать в 19 веке. Серебряные изделия и технология их производства быстро распространилось на другие племена. Юго-западное серебро включает в себя инкрустации, мозаику, маленькие точки, раковины, камни и бусины.
Народ Хопи славится своими серебряными изделиями, разработанными в 1940—х годах.

### Бисероплетение

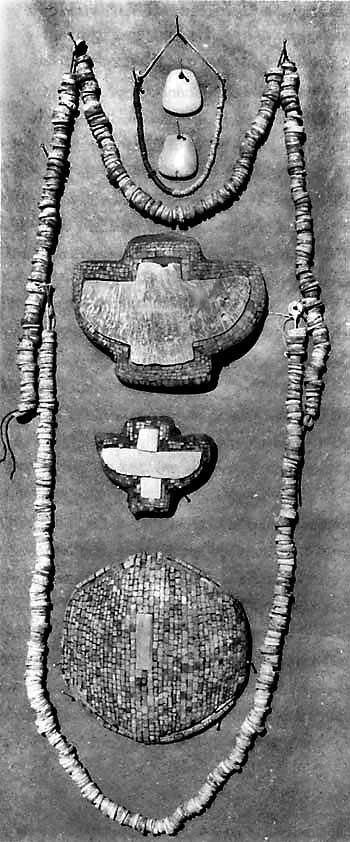
Мозаика и бусы, найденные в 1925 году в Каса-Гранде, Аризона
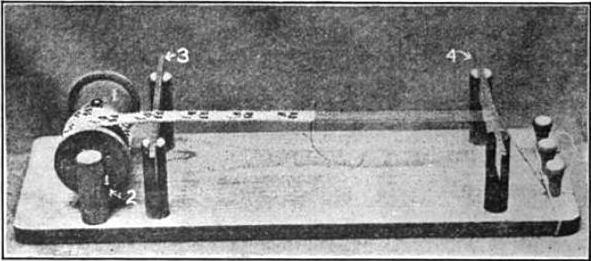
Апач изделия
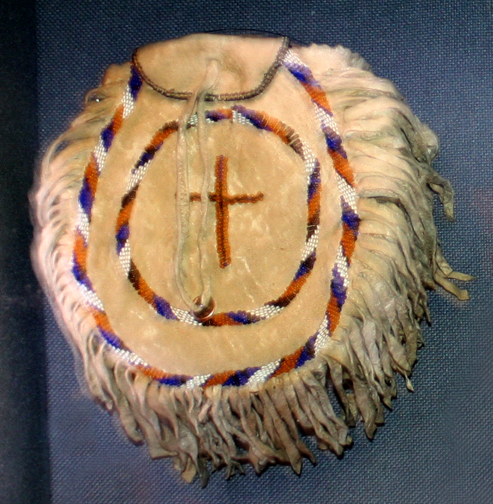
Сумка из кожи, украшенная бисером. Апачи, Исторический центр Оклахомы
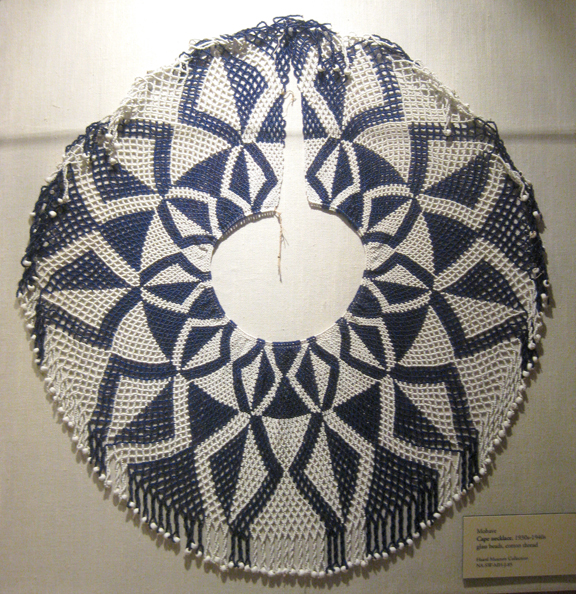
Воротник из бисера женщины племени мохаве, ок. 1930–1940-х гг., Музей Херда

### Сантос
Сантос — изготовленные в конце 17 века, религиозные иконы, написанные на плоской доске (retablos) или вырезанные из дерева (bultos).

## См. также

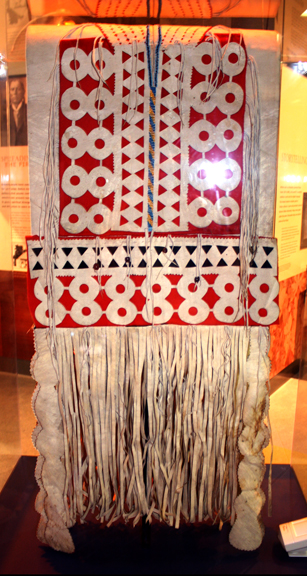
Седельная сумка апачей, изготовленная из оленьей кожи мозговой выделки (см. Сыромятная кожа) и красной шерсти. Историческое общество Оклахомы

### Общины
- Таосская художественная колония, Нью-Мексико
- Народы Пуэбло
  - Племя Акома Пуэбло, Нью-Мексико
  - Сан-Ильдефонсо-Пуэбло, Нью-Мексико
  - Санта-Клара-Пуэбло, Нью-Мексико
  - Таос-Пуэбло, Нью-Мексико
  - Зуни Пуэбло, Нью-Мексико

### Музеи
Предметы искусства американского Юго-запада представлены в американских музеях:
- Музей искусства и истории Альбукерке, Нью-Мексико
- Центр Наследия Анасази, Штат Колорадо
- Музей национальных культур и искусства Хёрда, Аризона
- Хопи культурный центр или Культурный центр Хопи, Аризона
- Индийский культурный центр Пуэбло, Нью-Мексико
- Институт индейских искусств, Нью-Мексико
- Музей Миллисент Роджерс, Нью-Мексико
- Музей искусств и культуры индейцев, Нью-Мексико
- Музей Северной Аризоны, Аризона
- Музей искусств Финикса, Аризона
- Юго-западный музей американских индейцев, Калифорния
- Музей американских индейцев, Нью-Мексико